# Laila Garin
Laila Miranda Garin (Salvador, 17 de fevereiro de 1978) é uma atriz e cantora brasileira.

## Biografia
Filha de pai francês e mãe baiana, Laila é formada em artes cênicas pela Universidade Federal da Bahia. 

## Carreira
Laila destacou-se em 2013 ao interpretar a cantora Elis Regina no espetáculo musical Elis, A Musical, cujo enredo é a biografia da cantora, direção de Dennis Carvalho. Laila estagiou 15 dias no Théâtre du Soleil em Paris , atuou em Grease em São Paulo e seguiu para o Rio de Janeiro em 2009, quando estrelou o espetáculo Eu te amo mesmo assim, com direção de João Sanches e supervisão de João Falcão. Foi nessa ocasião que se mudou de São Paulo para o Rio de Janeiro. Atuou ainda no espetáculo Gonzagão - A Lenda. O tempo de carreira, no entanto, é longo. Começou a estudar teatro aos 11 anos e canto lírico aos 13. Com 15 anos, já integrava um grupo de teatro amador da Casa Via Magia, e atuou em montagens como Romeu & Julieta e Caetano, com fragmentos da obra de Shakespeare e canções do compositor, A Casa de Eros (1996), Medeia (1997), Roberto Zucco (1998) e Lábaro Estrelado (1999).
Em 2015, a atriz foi escalada para a novela das nove, Babilônia, exibida pela Rede Globo. Na trama, ela viveu Maria José, a mulher de um político corrupto, papel de Marcos Palmeira.
Em 2017/2018 interpretou o papel de Helena no musical 2 Filhos de Francisco, ao lado de Beto Sargentelli, Bruno Fraga e Rodrigo Fregnan e sob direção de Breno Silveira. 
Em 2018 ganhou destaque ao integrar o elenco do seriado 3%, da Netflix, interpretando a principal antagonista da trama, Marcela.
Em 2020 estreou como a protagonista Macabéa na peça musical "A Hora da Estrela ou O Canto de Macabéa", adaptação teatral da obra de Clarice Lispector com direção de André Paes Leme e músicas originais de Chico César.
Em janeiro de 2022, lançou um single com Chico César, "Vermelho Esperança", retirado da trilha sonora do espetáculo A hora da estrela – O canto de Macabéa. Em Março de 2022, foi lançado um álbum com a trilha sonora completa do espetáculo.

## Filmografia

### Televisão
| Ano       | Título                        | Personagem               | Nota                                 |
| --------- | ----------------------------- | ------------------------ | ------------------------------------ |
| 2010      | Clandestinos: o Sonho Começou | Laila                    |                                      |
| 2011      | Força-Tarefa                  | Gleisy                   | Episódio: "17 de novembro"           |
| 2011      | Som Brasil                    | Ela mesma                | Episódio: "Carlos Lyra"              |
| 2012      | Louco por Elas                | Dora                     | Episódio: "27 de novembro"           |
| 2013      | A Grande Família              | Leila                    | Episódio: "Cenas de um Descasamento" |
| 2015      | Babilônia                     | Maria José Pimenta       |                                      |
| 2015      | Santo Forte                   | Dalva da Cruz Forte      |                                      |
| 2016–2017 | Rock Story                    | Ana Laura Blanco (Laila) |                                      |
| 2017      | Sob Pressão                   | Bete Lema Júnior         | Episódio: 3                          |
| 2018–2020 | 3%                            | Marcela Alvares          |                                      |
| 2018–2019 | Malhação: Vidas Brasileiras   | Tânia Borges             |                                      |
| 2020      | Hebe                          | Édith Piaf               | Episódio: "2"                        |
| 2020      | Chacrinha: O Velho Guerreiro  | Clara Nunes              |                                      |
| 2021–2024 | Dom                           | Marisa Dantas            |                                      |
| 2022      | Só Se For Por Amor            | Gorete Fernandes         |                                      |
| 2023      | Fim                           | Norma Amaral             |                                      |
| 2024      | Sutura                        | Lena                     | Participação Especial                |
| 2025      | Maria e o Cangaço             | Federalina               |                                      |

### Cinema
| Ano  | Título                       | Personagem   | Notas          |
| ---- | ---------------------------- | ------------ | -------------- |
| 2005 | Eu Me Lembro                 | Nandinha     |                |
| 2010 | Um Outro Ensaio              | Ela          | Curta-metragem |
| 2018 | Chacrinha: O Velho Guerreiro | Clara Nunes  |                |
| 2020 | Macabro                      | Lúcia        |                |
| 2021 | Deserto Particular           | Juliana      |                |
| 2022 | Meu Álbum de Amores          | Sílvia       | [ 13 ]         |
| 2024 | Arca de Noé                  | Onça (voz)   | Voz original   |
| 2025 | Vitória                      | Laura Torres |                |

## Teatro
| Ano     | Título                                  | Personagem  |
| ------- | --------------------------------------- | ----------- |
| 1996    | A Casa de Eros                          |             |
| 1996    | Don Juan                                |             |
| 1997    | Medeia                                  |             |
| 1998    | Roberto Zucco                           |             |
| 1999    | Lábaro Estrelado                        |             |
| 2001    | O Tempo e os Conways                    |             |
| 2002    | Grease, o Musical                       | Marty       |
| 2004    | Porti-Nari                              |             |
| 2005    | A Sombra de Quixote                     |             |
| 2007    | O Homem Provisório                      |             |
| 2009    | Os Figurantes                           |             |
| 2009    | Moi et Mon Cheveu                       |             |
| 2010    | Eu te amo Mesmo Assim - O Musical       |             |
| 2012    | Enlace - A Loja do Ourives - O Musical  | Malina      |
| 2012    | Gonzagão, a Lenda - O Musical           | Branca      |
| 2013    | Elis - A Musical                        | Elis Regina |
| 2015    | O Beijo no Asfalto - O Musical          | Selminha    |
| 2016-17 | Gota D'Água [a seco] - O Musical        | Joana       |
| 2017-18 | 2 Filhos de Francisco - O Musical       | Helena      |
| 2020-22 | A Hora da Estrela ou O Canto de Macabéa | Macabéa     |
| 2023    | Alguma Coisa Podre                      | Bea         |
| 2023-24 | Elis - A Musical                        | Elis Regina |

## Prêmios e indicações
| Ano  | Prêmio                                           | Categoria                | Trabalho                                | Resultado |
| ---- | ------------------------------------------------ | ------------------------ | --------------------------------------- | --------- |
| 2001 | Prêmio Copene de Teatro                          | Melhor Atriz Coadjuvante | O Tempo e os Conways                    | Indicado  |
| 2005 | Festival de Brasília                             | Melhor Atriz             | Eu me Lembro                            | Venceu    |
| 2011 | 4°Festival Cinema de Triunfo                     | Melhor Atriz             | Um Outro Ensaio                         | Venceu    |
| 2012 | 1°Festival de Cinema de Blumenau                 | Melhor Atriz             | Um Outro Ensaio                         | Venceu    |
| 2013 | Prêmio Quem de Teatro                            | Melhor Atriz             | Elis, A Musical                         | Venceu    |
| 2014 | Troféu APCA                                      | Melhor Atriz             | Elis, A Musical                         | Venceu    |
| 2014 | Prêmio Shell                                     | Melhor Atriz             | Elis, A Musical                         | Venceu    |
| 2014 | Prêmio Reverência                                | Melhor Atriz             | Elis, A Musical                         | Venceu    |
| 2014 | Prêmio Bibi Ferreira                             | Melhor Atriz             | Elis, A Musical                         | Venceu    |
| 2014 | Prêmio Cesgranrio de Teatro                      | Melhor Atriz             | Elis, A Musical                         | Venceu    |
| 2014 | Prêmio Botequim Cultural de Teatro               | Melhor Atriz             | Elis, A Musical                         | Venceu    |
| 2014 | Prêmio Aplauso Brasil de Teatro                  | Melhor Atriz             | Elis, A Musical                         | Indicado  |
| 2014 | Prêmio APTR                                      | Melhor Atriz             | Elis, A Musical                         | Indicado  |
| 2014 | Prêmio Arte Qualidade Brasil de Teatro           | Melhor Atriz             | Elis, A Musical                         | Indicado  |
| 2014 | Prêmio Cenym de Teatro                           | Melhor Atriz             | Elis, A Musical                         | Indicado  |
| 2015 | Festival Internacional de Televisão de São Paulo | Melhor Atriz             | Santo Forte                             | Indicado  |
| 2015 | Prêmio Reverência                                | Melhor Atriz             | O Beijo no Asfalto - O Musical          | Venceu    |
| 2015 | Prêmio Cesgranrio de Teatro                      | Melhor Atriz             | O Beijo no Asfalto - O Musical          | Indicado  |
| 2015 | Prêmio Botequim Cultural de Teatro               | Melhor Atriz             | O Beijo no Asfalto - O Musical          | Venceu    |
| 2016 | Prêmio Cesgranrio de Teatro                      | Melhor Atriz             | Gota D'Água [a seco] - O Musical        | Venceu    |
| 2016 | Prêmio Arte Qualidade Brasil de Teatro           | Melhor Atriz             | Gota D'Água [a seco] - O Musical        | Venceu    |
| 2016 | Prêmio Musical Cast                              | Melhor Atriz             | Gota D'Água [a seco] - O Musical        | Venceu    |
| 2016 | Prêmio Botequim Cultural de Teatro               | Melhor Atriz             | Gota D'Água [a seco] - O Musical        | Venceu    |
| 2016 | Prêmio Cenym de Teatro                           | Melhor Atriz             | Gota D'Água [a seco] - O Musical        | Indicado  |
| 2016 | Prêmio Aplauso Brasil de Teatro                  | Melhor Atriz             | Gota D'Água [a seco] - O Musical        | Indicado  |
| 2016 | Prêmio APTR                                      | Melhor Atriz             | Gota D'Água [a seco] - O Musical        | Indicado  |
| 2016 | Troféu APCA                                      | Melhor Atriz             | Gota D'Água [a seco] - O Musical        | Indicado  |
| 2016 | Prêmio Destaque Impressa Digital de Teatro       | Melhor Atriz             | Gota D'Água [a seco] - O Musical        | Venceu    |
| 2017 | Prêmio Bibi Ferreira                             | Melhor Atriz             | Gota D'Água [a seco] - O Musical        | Venceu    |
| 2017 | Prêmio Reverência                                | Melhor Atriz             | Gota D'Água [a seco] - O Musical        | Venceu    |
| 2017 | Prêmio Destaque Impressa Digital de Teatro       | Melhor Atriz Coadjuvante | 2 Filhos de Francisco - O Musical       | Indicado  |
| 2022 | Prêmio Cesgranrio de Teatro                      | Melhor Atriz em Musical  | A Hora da Estrela ou O Canto da Macabéa | Pendente  |